# Pozzo quantico
Un pozzo quantico (quantum well) è la realizzazione della buca di potenziale che confina le particelle, forzandone la localizzazione. Gli effetti del confinamento quantico hanno luogo quando lo spessore del pozzo diventa comparabile alla lunghezza di coerenza dei portatori (generalmente elettroni e lacune); come conseguenza le particelle confinate nel pozzo possono occupare un numero discreto di livelli energetici, formando un gas quasi bi-dimensionale.
Il concetto di pozzo quantico fu proposto nel 1963 in modo indipendente da Herbert Kroemer e da Zhores Alferov e R.F. Kazarinov.
Dingle ha compiuto le prime osservazioni sperimentali del fenomeno nel 1974, un decennio dopo la sua predizione teorica.

## Caratteristiche
Per ottenere il pozzo quantico e altre eterostrutture si usano diverse tecnologie che differiscono per costi, precisione e velocità.
Le due più usate sono la epitassia da fasci molecolari (Molecular Beam Epitaxy, MBE) e la deposizione chimica da vapori di molecole metallorganiche (Metal-Organic Chemical Vapor Deposition, MOCVD).

In chiaro il substrato ospite. Lungo la direzione di crescita z si deposita sul substrato uno strato di un secondo materiale di spessore L che viene ricoperto da un secondo strato del materiale del substrato.

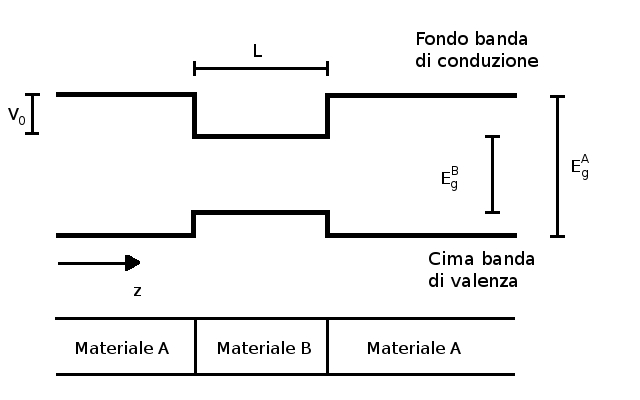
Un elettrone che si muovesse lungo la direzione z incontrerebbe il profilo di energia tracciato dal fondo della banda di conduzione. Se un elettrone non ha energia sufficiente per superare la barriera di potenziale V_{0} resta intrappolato all'interno della buca e può muoversi solo lungo le direzioni x e y.

È possibile fabbricare un pozzo quantico di dimensioni nanoscopiche semplicemente depositando il semiconduttore scelto tra due strati di altro materiale con più ampio band gap. In questo modo si ottiene un confinamento delle particelle, originariamente libere di muoversi nelle tre dimensioni, in una regione planare, purché lo spessore L del pozzo sia comparabile alla lunghezza di coerenza dei portatori, che potranno da quel punto in poi avere livelli energetici discreti, corrispondenti ai modi permessi nella buca. Gli elettroni avranno così una densità di stati decisamente meno fitta rispetto al bulk del materiale. Drogando la buca stessa, si può arrivare alla formazione di un gas elettronico bidimensionale, che presenta interessanti proprietà alle basse temperature, come l'effetto Hall quantistico.
Esistono altri tipi di strutture quantiche: fili quantici e punti quantici nei quali il confinamento è esteso rispettivamente a due dimensioni spaziali ed a tre dimensioni spaziali.
Si possono creare dei pozzi quantici crescendo, per esempio, GaAs in AlGaAs (il secondo ha una gap maggiore del primo, nello schema Materiale A: AlGaAs, Materiale B: GaAs).
I portatori del primo non possono uscire perché limitati dal potenziale di gap del secondo che è maggiore, e quindi si ha un pozzo quantico.
Le soluzioni dell'equazione di Schrödinger per l'elettrone confinato nel pozzo quantico sono le stesse della buca di potenziale a pareti finite se si trascura il fatto che la massa efficace dell'elettrone nel materiale A è diversa da quella nel materiale B.
Di fatto la differenza è minima e trascurandola non si commettono errori significativi.